# Parafia Świętych Apostołów Piotra i Pawła w Rusinowie
Parafia Świętych Apostołów Piotra i Pawła w Rusinowie – jedna z 11 parafii rzymskokatolickich dekanatu drzewickiego diecezji radomskiej.

## Historia
- Parafia została erygowana 17 lipca 1926 przez bp. Jana Kantego Lorka. Kościół drewniany pw. św. Apostołów Piotra i Pawła wybudowano w latach 1925–1926 staraniem ks. Stanisława Gruszki z Nieznamierowic i ks. Michała Rzeszowskiego pierwszego proboszcza Rusinowa. Nowy kościół, według projektu arch. Marka Stanika z Radomia, arch. Ryszarda Dudy z Katowic i konstruktora Krzysztofa Anioła z Katowic, budowany był w 1985 staraniem ks. Bolesława Janisza. Kościół poświęcił w stanie surowym 12 września 1996 bp Edward Materski. Konsekracji kościoła dokonał 14 lipca 2006 bp Zygmunt Zimowski.

## Proboszczowie
- 1926–1936 – ks. Michał Rzeszowski
- 1936–1948 – ks. Bronisław Godzisz
- 1948–1948 – ks. Adam Cieloch
- 1948–1951 – ks. Stanisław Tomczyński
- 1951–1961 – ks. Karol Leśniewski
- 1961–1968 – ks. Kazimierz Petryszak
- 1968–1982 – ks. Jan Rzuczkowski
- 1982–2013 – ks. kan. Bolesław Błażej Janisz
- od 2013 – ks. Edward Swat

## Terytorium
- Do parafii należą: Grabowa, Rusinów, Władysławów[1].